# Condado de Los Alamos
O Condado de Los Alamos é um dos 33 condados do Estado americano do Novo México. A sede do condado é Los Alamos, e sua maior cidade é Los Alamos. O condado possui uma área de 283 km² (dos quais 0 km² estão cobertos por água), uma população de 18 343 habitantes, e uma densidade populacional de 65 hab/km² (segundo o censo nacional de 2000). O condado foi fundado em 1949.